# Tómas Lemarquis
Tómas Lemarquis, född 3 augusti 1977 i Reykjavik, är en isländsk skådespelare. Han är mest känd för sin roll i filmen Nói albinói och som Caliban i X-Men: Apocalypse.